# Emmi Jurkka

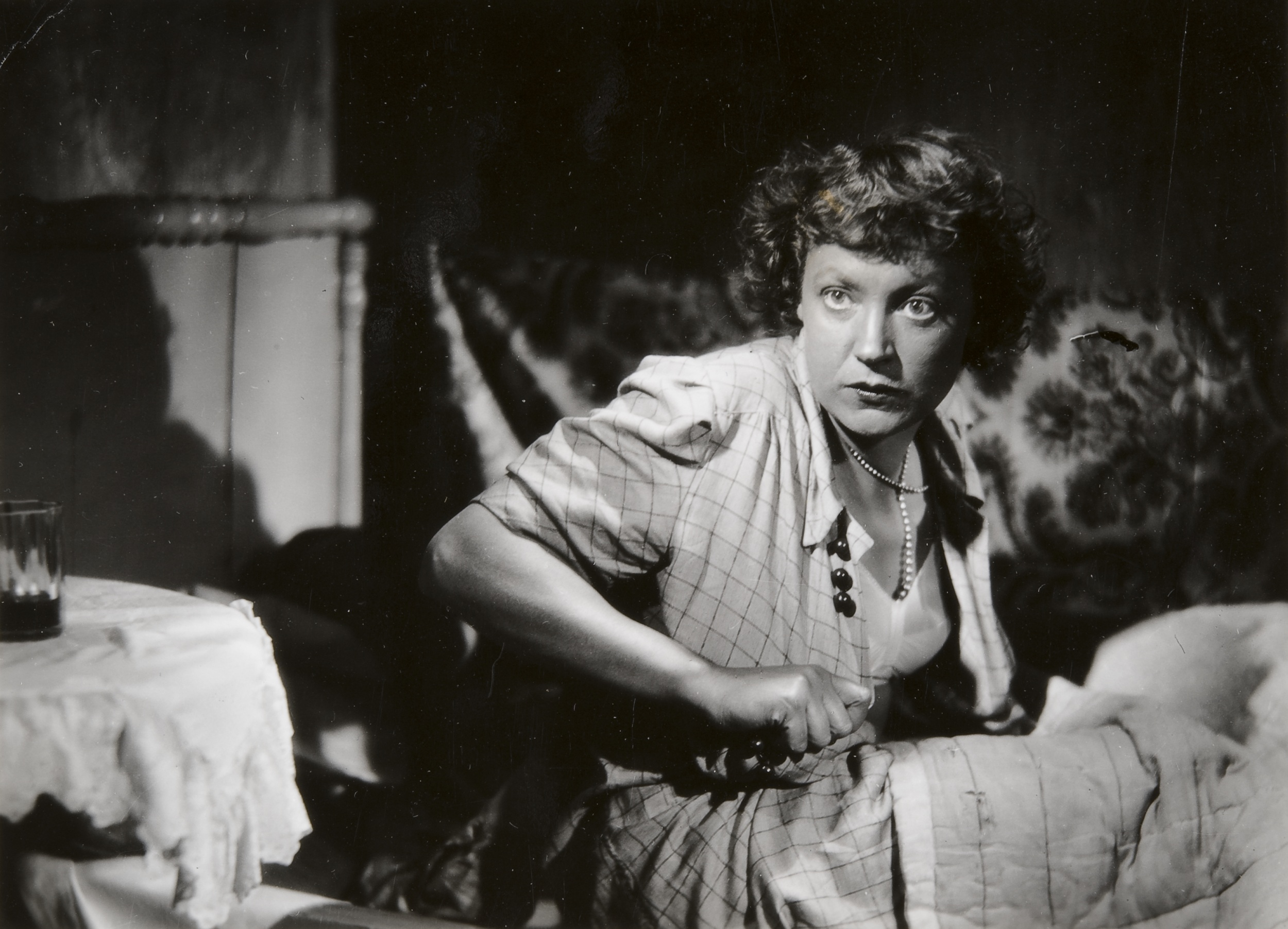
Emmi Jurkka en 1940 en la película Miehen tie

Emmi Jurkka (Helsinki, 21 de abril de 1899-ibid., 17 de octubre de 1990) fue una actriz teatral, cinematográfica y televisiva finlandesa. 

## Biografía

### Inicios
Su verdadero nombre era Emmi Irene Tuomi, y nació en Helsinki, Finlandia, siendo sus padres Gustav Robert Bergström y Emma Tuominen, los cuales cambiaron en 1906 su apellido por Tuomi. Emmi era la tercera de los siete hijos de la familia. Sus dos hermanos mayores, Valter y Arvi Tuomi, eran actores, y su hermana menor Aino Johanna también actuó en su juventud en el Teatro Koiton Näyttämö.
Emmi Tuomi inició estudios a los siete años de edad en Lapinlahdenkatu. Se formó en una escuela de oficios, trabajando posteriormente en una librería, una zapatería, y también como camarera. En esa época ya era aficionada a la actuación, y había sido ayudante en el Koiton Näyttämö.
Tras la Guerra civil finlandesa, sus padres se mudaron a Hietaniemi. Gustav Robert Tuomi falleció en 1922, y Emma Tuomi tres años más tarde.

### Carrera teatral
Emmi Tuomi comenzó a actuar en Helsinki en el Teatro Kansan Näyttämö en 1919. A pesar de su falta de formación teatral, en la temporada 1920–1921 ya actuaba como actriz profesional. Entre las primeras obras en las que actuó figuran Seitsemän veljestä y Mustalaisruhtinattaren. Esta última obra fue significativa a lo largo de su carrera, ya que a lo largo de las décadas interpretó diferentes papeles de la misma, entre ellos el principal en el Teatteri Jurkassa en los años 1970.
Su período en el Kansan Näyttämö finalizó por problemas financieros de la empresa, pasando al Työväen Teatteri de Tampere. En esa época ya conocía a su futuro marido, Eino Jurkka, con el que se casó en 1922. El matrimonio se trasladó a Oulu, donde él tenía el puesto de director del Teatro Oulun Työväen Näyttämö, y en el cual Emmi Jurkka obtuvo trabajo como actriz.
En el año 1924 Emmi y Eino Jurkka pudieron actuar en Víborg, en el Viipurin kaupunginteatteri. Permaneció en ese teatro desde 1924 a 1928. Entre otras obras, Jurkka representó Pohjalaiset y Bajadeerissa. En su décimo aniversario como actriz, Jurkka actuó en la opereta La viuda alegre encarnando a la protagonista. Con dirección de Eino Jurkan, también actuó en Peer Gynt, con más de 70 representaciones, alternando su personaje con la actriz Elli Ranta.
Cuando Eino Jurkka finalizó su trabajo como director en Víborg, el matrimonio se mudó a Turku. En dicha ciudad actuó entre 1928 y 1931. Eino y Emmi Jurkka se divorciaron en 1931, aunque siguieron colaborando en el teatro y en el cine.
Emmi Jurkka se trasladó al Teatro Nacional de Finlandia en 1933, trabajando allí en obras como Sana, Seitsemän veljestä, Kullervo y Yö ja päivä. Jurkka finalizó su colaboración con dicho teatro actuando en la obra de Henrik Ibsen El pato silvestre.
En 1935 pasó a trabajar al Helsingin Kansanteatteri. Allí encarnó a Maria Stuart y el papel protagonista de la pieza de Aino Kallas Sudenmorsian. Además actuó en la obra de Hella Wuolijoki Niskavuoren naiset. En su vigésimo aniversario como artista, Emmi Jurkka hizo el papel principal de Juurakon Hulda, con un gran éxito de crítica y público. Jurkka finalizó su trayectoria en el Kansanteatteri en el año 1940.
Durante la Guerra de invierno Emmi Jurkka y sus hijos fueron evacuados a Jämsä. Durante la Guerra de Continuación, Jurkka actuó en el Tampereen Teatteri, manteniendo en esa época una relación sentimental, de corta duración, con el artista Arvid Broms.
La familia Jurkka hizo una gira conjunta en el verano de 1945 representando con gran éxito la obra Isontalon Antti ja Rannanjärvi. Entre 1944 y 1945 Emmi Jurkka fue artista invitada del Helsingin Työväenteatteri, dirigido por su hermano Arvi, repitiendo la experiencia en la temporada 1945–1946. También hizo una gira por su país representando monólogos que no alcanzaron demasiado éxito de público.
A finales de la década de 1940 Emmi Jurka tuvo problemas financieros. Dejó de actuar en el Suomen Työväen Teatterissa al dejar la empresa su exmarido, y llevó a cabo algunas actuaciones de radioteatro. Fue entonces cuando Emmi Jurkka colaboró en la fundación del Intimiteatteri, proyecto de Mauno Manninen. Jussi Jurkka se sumó a la empresa actuando junto a su madre en algunas obras, como fue el caso de la pieza de Jean Cocteau Kurittomat vanhemmat, y Británico, en la cual Emmi Jurkka interpretó a Agripina. Finalmente, en el año 1953 terminó la carrera de Jurkka con el teatro Intimiteatteri.
En el año 1953 la familia Jurkka inauguró el Teatro Huoneteatteri Jurkka con la representación de la comedia Että en unohtuisi. Emmi Jurkka arriesgó bastante en la selección de obras a representar, llevando por ejemplo a escena la pieza de Eino Leino Johan Wilhelm, así como arreglos de dramas estadounidenses. Para celebrar sus 40 años de carrera, eligió representar la obra Puolan paanit, obteniendo un gran éxito artístico por su trabajo.
A principios de los años 1970 Jurkka tomó una decisión valiente. Asumió el papel protagonista de Sylva Varescu en la opereta de Emmerich Kálmán La princesa gitana. Había dudas sobre la idoneidad de la pieza para su teatro, pero el resultado fue óptimo. Su actor acompañante fue Ossi Ahlapuro, y la crítica de Helsingin Sanomat excelente.

### Carrera cinematográfica y televisiva
Emmi Jurkka actuó en casi 40 producciones cinematográficas. Sus papeles, salvo excepciones, fueron de reparto. Comenzó con el papel de niñera en la película muda Se parhaiten nauraa, joka viimeksi nauraa (1921). Diez años después actuó en la primera película sonora finlandesa, Sano se suomeksi. En 1935 actuó en la comedia de Valentin Vaala Kun isä tahtoo…, trabajando posteriormente en varias cintas del director. También participó en una producción dirigida por su exmarido Eino Jurkka y en otra realizada por su hijo Sakari Jurkka, Helunan häämatka (1955). Otros directores con los que trabajó fueron Lasse Pöysti, Toivo Särkkä, Aarne Tarkas y Jack Witikka. En el año 1949 Jurkka obtuvo muy buenas críticas por su actuación en la comedia Keittiökavaljeerit. Su última película, Iloinen Linnanmäki (1960), fue también la única en color que rodó.

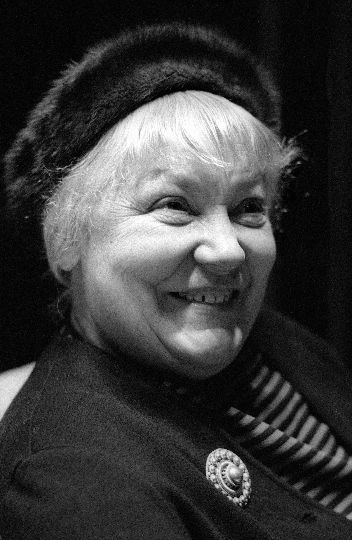
Emmi Jurkka en 1966

Emmi Jurkka vio a la televisión como una oportunidad para interpretar algunas de las obras de su teatro. Se emitieron varias actuaciones suyas en monólogo, entre ellas la obra de Walentin Chorell Kissantassu. 
Además, casi toda la familia Jurkka actuó en la serie televisiva de los años 1960 Asemahotelli: Emmi, Jussi y Sakari. 
Por su trayectoria artística, la actriz recibió en el año 1954 la Medalla Pro Finlandia, y en 1977 el Premio Ida Aalberg. 

### Vida privada
Fruto de su matrimonio con Eino Jurkka, en septiembre de 1923 nació Sakari Jurkka, también actor. Su hija Vappu Jurkka, igualmente actriz, nació en noviembre de 1927 en Víborg. Su tercer hijo fue Jussi Jurkka, nacido en Turku en junio de 1930 y también actor.
Sus sobrinos Rauli Tuomi y Liisa Tuomi fueron asimismo actores. Fueron nietos suyos Laura Jurkka, Mikko Jurkka, Timo Jurkka y Ville Sandqvist.
Emmi Jurkka sufrió un accidente en junio de 1980 en Ohkola, que le dejó problemas de movilidad. Como consecuencia de sus problemas de salud, pasó sus últimos años en un hospital , hasta que falleció en Helsinki en 1990, a los 91 años de edad.

## Filmografía
- 1921 : Se parhaiten nauraa, joka viimeksi nauraa
- 1923 : Kun isällä on hammassärky
- 1931 : Sano se suomeksi
- 1935 : Kun isä tahtoo...
- 1936 : Kaikenlaisia vieraita
- 1939 : Herrat ovat herkkäuskoisia
- 1939 : Eteenpäin – elämään
- 1940 : Miehen tie
- 1940 : Ketunhäntä kainalossa
- 1940 : Herra johtajan ”harha-askel”
- 1940 : Eulalia-täti
- 1941 : Suomisen perhe
- 1942 : Varaventtiili
- 1942 : Puck
- 1943 : Maskotti
- 1943 : Keinumorsian
- 1944 : Suurin voitto
- 1948 : Kilroy sen teki
- 1949 : Rosvo-Roope
- 1949 : Keittiökavaljeerit
- 1952 : Yö on pitkä
- 1952 : ...ja Helena soittaa
- 1954 : Olemme kaikki syyllisiä
- 1954 : Oi, muistatkos...
- 1954 : Kun on tunteet
- 1954 : Minäkö isä!
- 1955 : Tähtisilmä
- 1955 : Säkkijärven polkka
- 1955 : Helunan häämatka
- 1956 : Silja – nuorena nukkunut
- 1956 : Rintamalotta
- 1956 : Jokin ihmisessä
- 1957 : Pää pystyyn Helena
- 1958 : Asessorin naishuolet
- 1960 : Iloinen Linnanmäki